# Poncarale
Poncarale (Poncaràl in dialetto bresciano) è un comune italiano di 5 201 abitanti della provincia di Brescia in Lombardia.
La località principale è posta ai piedi del Monte Netto. La frazione Borgo Poncarale è oramai un corpo unico con la località principale.
Il comune fa parte della zona di produzione vitivinicola del Capriano del Colle rosso.
Dal 1927 al 1956 Poncarale fu unita a Flero nel comune di Poncarale Flero.

## Geografia fisica
Il territorio comunale di Poncarale è caratterizzato dalla presenza del rilievo del Monte Netto, un terrazzo isolato nella pianura, che si eleva con un'altezza variabile tra i 15 e i 35 m sui depositi fluviali di età più recente che costituiscono la pianura circostante. La morfologia del Monte Netto si presenta abbastanza varia, con scarpate più ripide a nord, pendenze più dolci a sud ed incisioni dovute a piccoli corsi d'acqua a carattere temporaneo. Gli spazi agricoli sono costituiti in buona parte da vigneti alternati a prati stabili e, soprattutto nella zona sud-ovest, da estese colture di orzo (raramente frumento). Gli alberi sono abbastanza frequenti, sia isolati, con esemplari anche notevoli, sia in macchie e fasce boscate.
Subito ad est del Monte Netto l'andamento del terreno evidenzia una zona leggermente ribassata rispetto al resto della pianura, corrispondente al primitivo letto del fiume Mella.
Il territorio pianeggiante è percorso da diverse rogge, fra cui il vaso Fiume di Flero, ramo del Fiume Grande Inferiore che sfocia nel Garza a sud della cascina Teatro.
Le colture più diffuse sono mais, barbabietola da zucchero e soia, effettuate in rotazione con orzo e graminacee foraggere.
La porzione di pianura sud-orientale, leggermente più alta rispetto alla precedente, presenta una vegetazione che rivela uno sfruttamento agricolo intenso. L'estensione degli appezzamenti è più vasta, la coltura più diffusa è quella del mais, seguita dalla soia. Gli alberi sono poco presenti.

## Origini del nome
Il nome deriva dal latino pons caralis, e sta ad indicare il ponte carraio con cui il castello, la Rocca, comunicava con il burgum fuori dalle mura.

## Storia

### Periodo romano e medievale

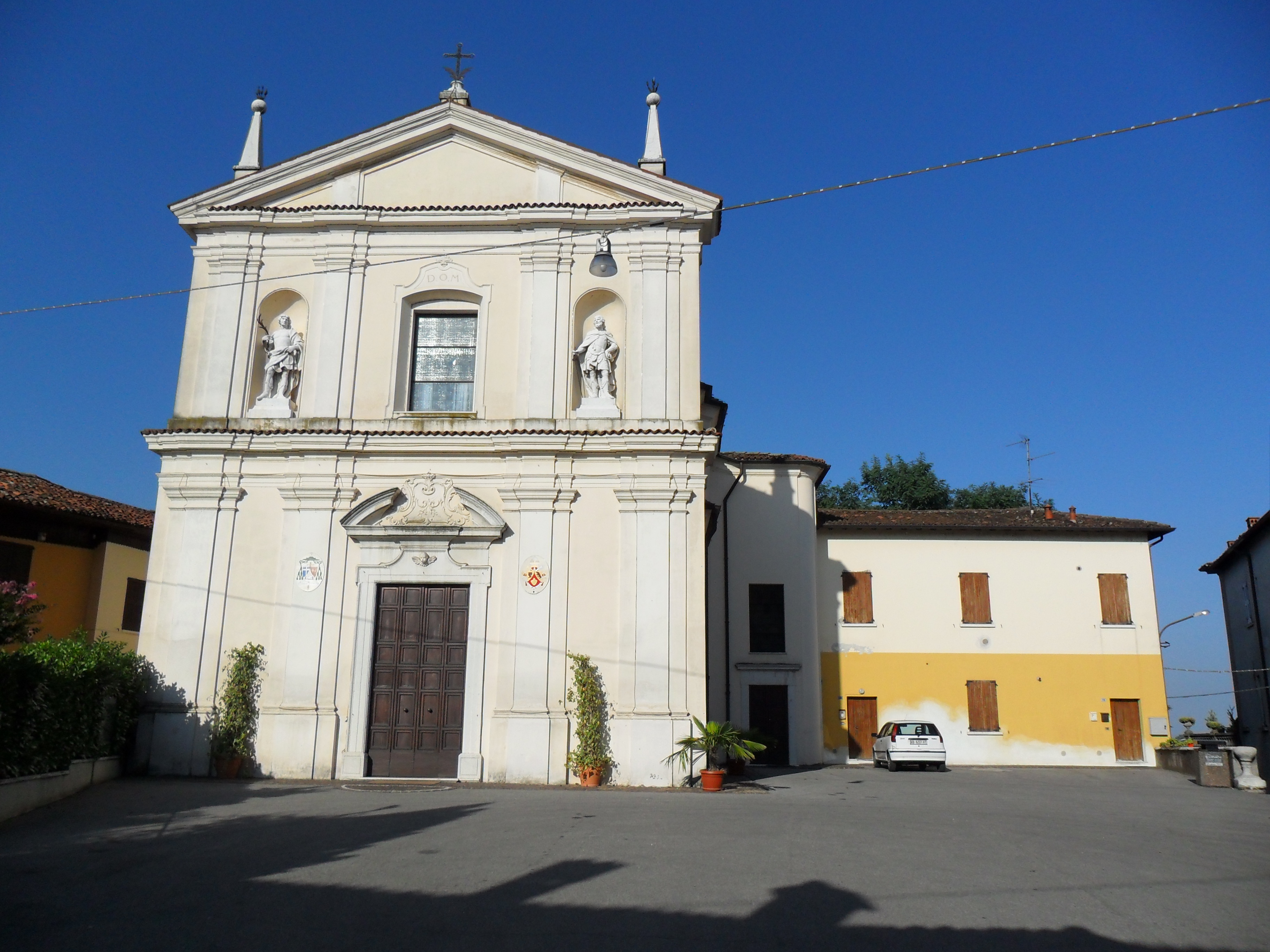
La chiesa di San Gervasio e Protasio a Poncarale, situata sulla rocca

Lo Stemma dei Poncarali

I più antichi ritrovamenti archeologici sono di epoca romana, venuti alla luce nel 1931 durante dei lavori di ripristino in seguito allo straripamento del vaso Garza (oggi Molone). A Borgo Poncarale, in località Breda dei Canonici, venne trovata una vasta necropoli con tombe, ruderi architettonici e anfore. Anche in altre località sono emersi altari votivi di origine pagana, oggi conservati presso il Museo Romano a Brescia. Si ha notizia della presenza di una torre di guardia in legno nella posizione in cui oggi si trova La Rocca a Poncarale. L'intera zona faceva comunque parte del pago romano di Bagnolo Mella, a sua volta dipendente dal municipium di Brescia. È documentata la presenza di coltivazioni agricole in tutta la zona, mentre la collina del Monte Netto costituiva un vasto bosco. In epoca medievale si ha la formazione del primo nucleo abitativo sullo sperone della collina del Monte Netto, costituito da un castello feudale e da alcune case signorili, protette da una cinta di mura e da un fossato, che comunicavano con l'esterno solo tramite un ponte carraio.
Fino al IX secolo l'intero territorio costituì un immenso latifondo amministrato dallo Stato, per poi passare nel secolo successivo nelle proprietà del vescovo di Brescia, nominato Conte. Egli assunse sia le cariche ecclesiastiche che quelle amministrative, circondandosi di alcuni nobili ai quali affidò alcuni compiti di governo del territorio, elargendo in cambio alcuni fondi, divenuti con il tempo ereditari. Mentre nel Borgo si stabilirono molte famiglie nobili, il nucleo di Poncarale fu scelto dalla famiglia dei Poncarali che ebbe il diritto di amministrare l'intera pianura circostante. Alla famiglia Bornati di Bagnolo, invece, andò tutto il territorio del Monte Netto, di oltre 300 ettari, rivendicato in parte nel 1452 dal Comune, e successivamente diviso tra pastori e braccianti per uso di pascolo e legna.

### Dal Quattrocento all'Ottocento
Il XIV secolo è un periodo di lotte sanguinose, saccheggi e pestilenze, che decimano la popolazione, al punto che il paese è dichiarato «quasi deserto e disabitato». Solo l'immigrazione di gente dalle valli bergamasche riesce a ripopolare le campagne. Il potere vescovile entra in una fase di decadenza e nel secolo successivo l'intera provincia passa sotto la dominazione malatestiana, poi viscontea, scaligera e infine sotto la Repubblica di Venezia. Il territorio viene suddiviso in Quadre, e Poncarale entra a far parte di quella di Capriano-Mairano, per poi passare in quella di Bagnolo.
Nei secoli successivi non si ha notizia di particolari avvenimenti nel paese, salvo la peste del 1630, che fece molte vittime. Inizia la costruzione della chiesa di SS. Gervasio e Protasio sulle rovine della fortezza medievale (di cui sono visibili tutt'oggi tracce nel campanile quattrocentesco, La Rocca) per concludersi nel 1717.
Nel corso dell'Ottocento i grandi proprietari terrieri dominarono la vita della comunità, attuando la bonifica delle brughiere del Monte Netto, eliminando però la quasi totalità del bosco presente in favore di coltivazioni vitivinicole. Dal 1897 il sindaco Emanuele Bertazzoli, proprietario terriero, si occupò di risanare i debiti e iniziò la costruzione del municipio e del cimitero. Nel 1912 si rese popolare per la decisione di distribuire circa 200 piò del Monte Netto (di proprietà pubblica) in piccoli appezzamenti ai capifamiglia del paese. Importante anche il ruolo delle nobili sorelle Girelli, che si occuparono dello sviluppo dell'istruzione con la fondazione di un asilo.

### Il Novecento

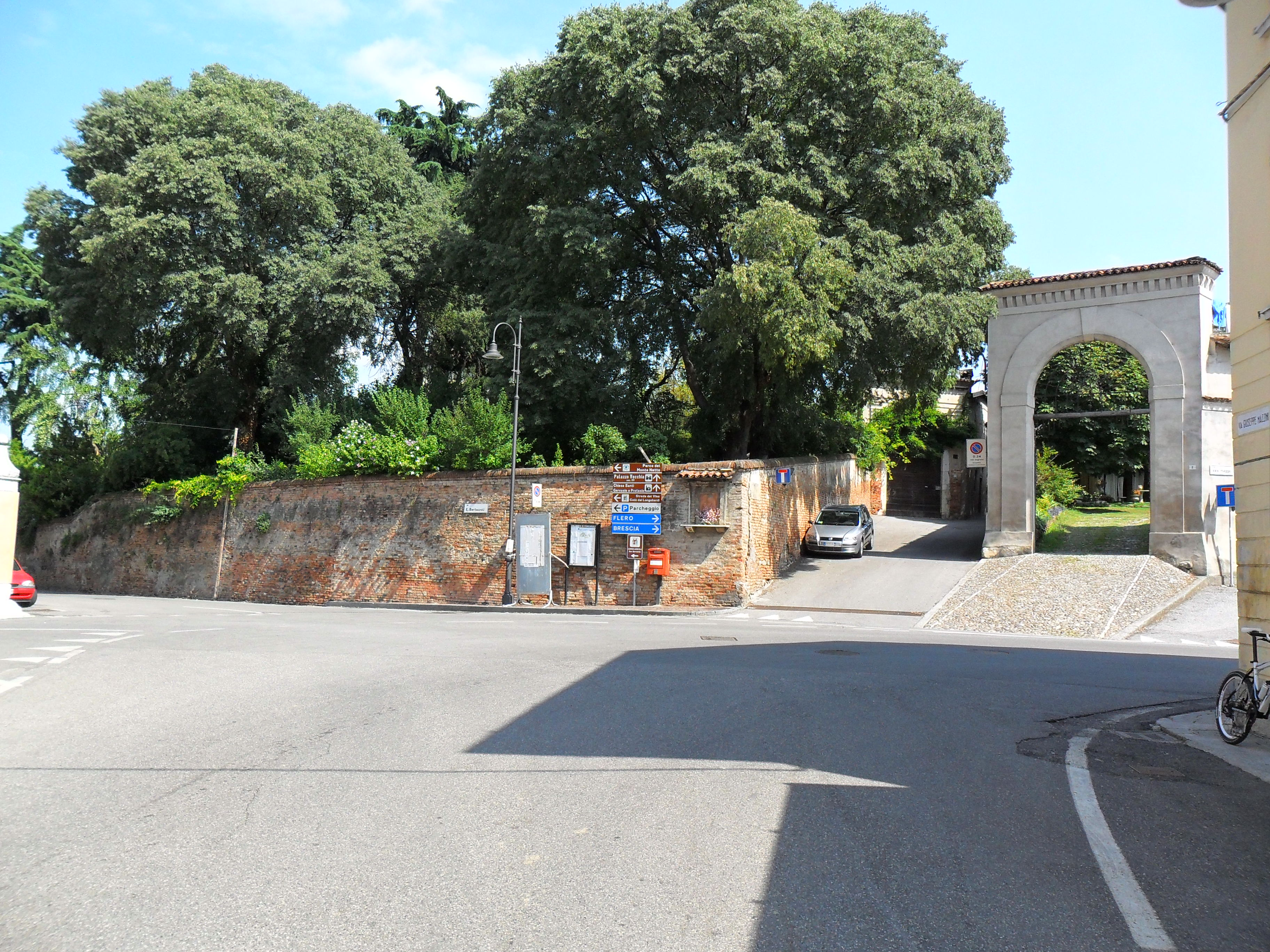
L'antica Piazza di Poncarale, attualmente incrocio tra via Piave, via Mazzini e via Bertazzoli

Un regio decreto dell'11 novembre 1928 univa in uno solo i comuni di Poncarale Flero, che vi rimarranno fino al 1956.
Negli anni trenta furono costruiti l'acquedotto e gli impianti del telegrafo. Importante fu la costruzione della tranvia Brescia-Ostiano, entrata in funzione nel 1914 e sospesa, come Brescia-Poncarale, nel 1948.
Durante la Seconda guerra mondiale la collina del Monte Netto divenne rifugio per molti partigiani della resistenza.
Negli anni sessanta si assistette ad una notevole espansione demografica del paese, in seguito alla costruzione di un grande villaggio (oggi Villaggio Marcolini) a nord del paese ad opera della Cooperativa La Famiglia di padre Ottorino Marcolini. Ad oggi Poncarale e la sua frazione Borgo si possono ritenere completamente fusi.

### Simboli
Lo stemma è privo di decreto di concessione ed è utilizzato liberamente dal Comune.
Quando Poncarale e Flero furono uniti in un unico comune, venne utilizzato, dal 1929, uno stemma civico raffigurante nella parte superiore un'aquila e un gelso per Poncarale, e in quella inferiore tre pannocchie di granoturco per Flero. Ricostituiti 
nel 1956 i due comuni distinti, Poncarale riprese i simboli precedenti disposti in uno scudo inquartato: l'aquila è ripresa dal blasone della famiglia dei Poncarali che detenevano nel XIII secolo la signoria sul borgo come vassalli del monastero di Santa Giulia; il gelso invece, in bresciano mur, era un'arma parlante per la nobile famiglia Mori, che aveva residenza nel palazzo della piazza di Borgo Poncarale.
Il gonfalone in uso è un drappo di azzurro.

## Monumenti e luoghi d'interesse

### Architetture religiose
- Chiesa parrocchiale dei Santi Gervasio e Protasio
- Chiesa della Purificazione di Maria Vergine nella frazione di Borgo Poncarale.

## Società

### Evoluzione demografica
Abitanti censiti

### Lingue e dialetti
Nel territorio di Poncarale, accanto all'italiano, è parlata prevalentemente la locale variante del dialetto bresciano.

## Cultura

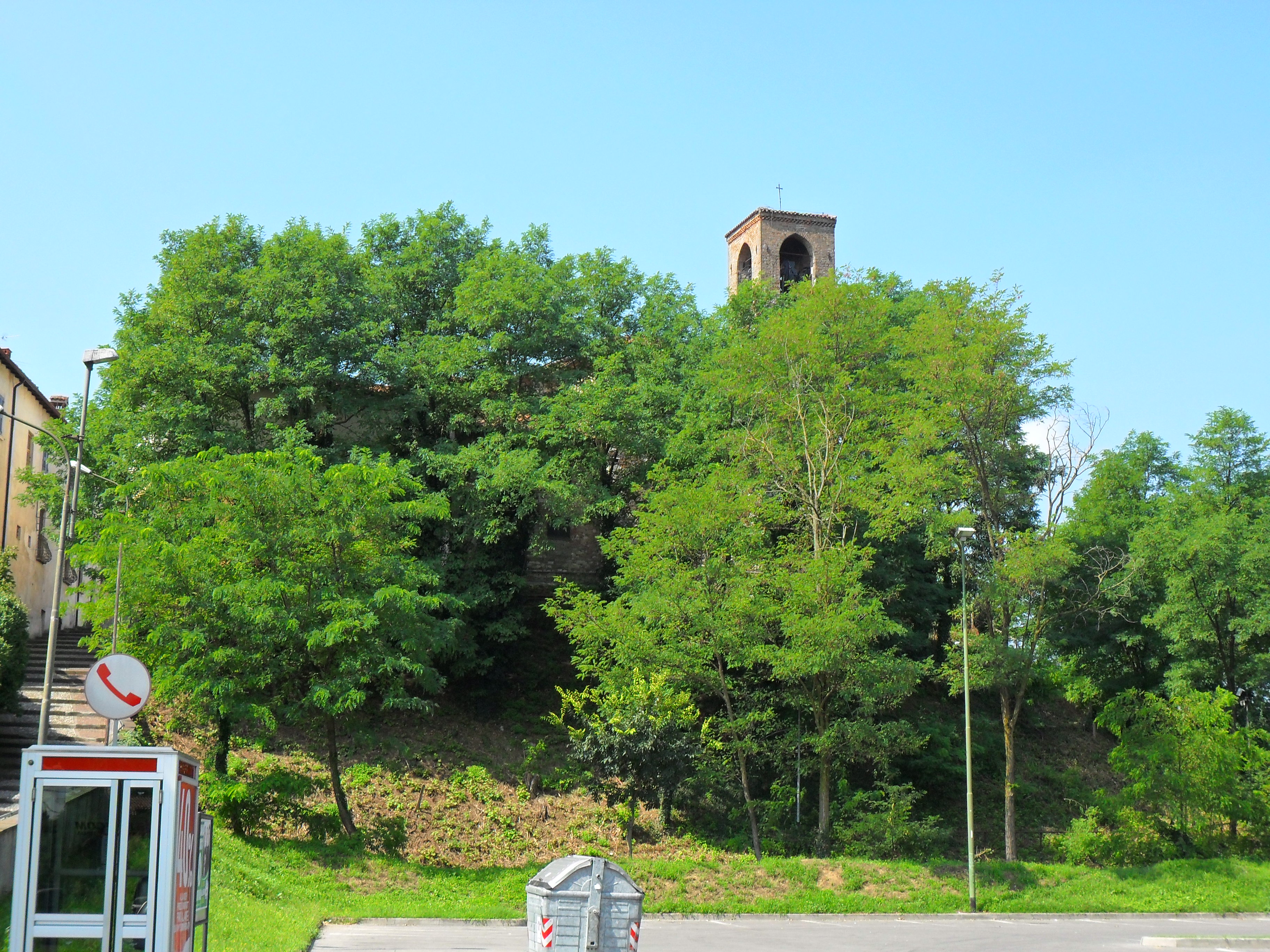
La rocca di Poncarale, con piazza Donatori di sangue sottostante

Si svolge ogni anno la manifestazione "Artisti in Rocca", di carattere artistico, floreale ed enologico. Della durata di un mese circa (solitamente luglio-agosto), dà spazio a proiezioni filmografiche, esposizioni di dipinti classici e contemporanei, visite ai luoghi di maggior interesse storico, vendite floreali e degustazioni dei vini tipici della zona.
Nella seconda metà di agosto si svolge la "Sagra di San Bernardo" presso l'Oratorio San Giovanni Bosco di Poncarale, sagra gastronomica con piatti tipici bresciani e musica.
Il 17 gennaio 1998 venne qui indovinato il primo "6" al Superenalotto, che valse 11.807.025.000 lire.

## Borgo Poncarale

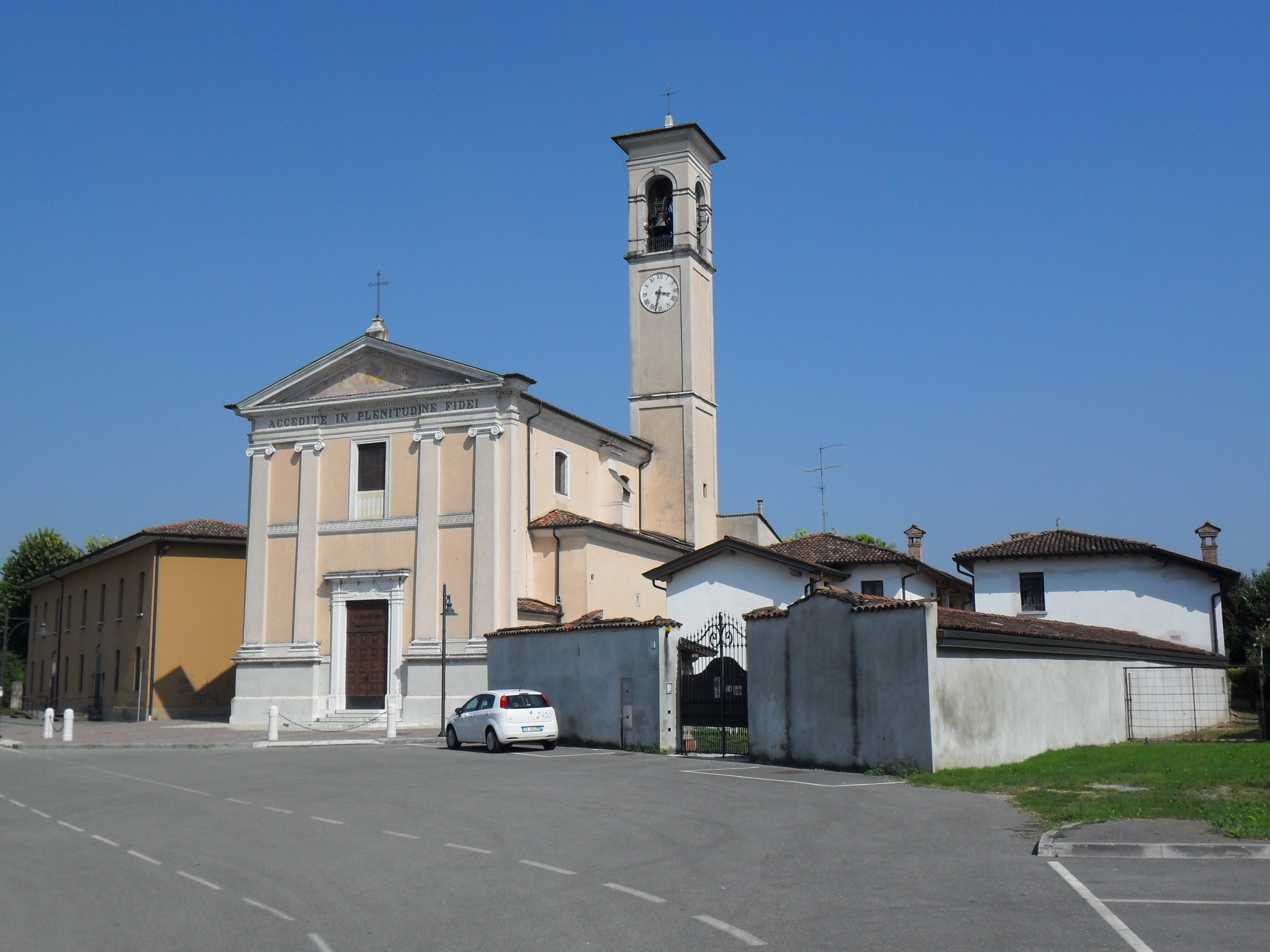
La chiesa di Borgo Poncarale

È l'unica frazione presente nel comune, vi sono presenti la zona industriale, le case nuove, l'oratorio San Luigi Gonzaga e la chiesa della purificazione Beata Vergine Maria, situata nel pieno centro abitato. A Borgo vi è inoltre presente un'importante squadra dilettantistica di Rugby, l'A.S.D. Rugby Borgo Poncarale, che milita nel campionato di Serie C1 e che in passato ha visto come capitano l'ex nazionale Massimo Bonomi. Dalla stagione 2015/2016 la squadra seniores  viene iscritta come A.S.D. Rugby Fiumicello, pur mantenendo i colori gialloarancio, formalizzando una collaborazione vigente da anni. Nella stagione 2024/2025 ottiene la promozione in serie B. Fino al 2010 la parrocchia di Borgo Poncarale era separata da quella dell'omonimo comune, ma con la nuova riorganizzazione parrocchiale del comune si è formata definitivamente l'Unità pastorale di Poncarale e Borgo dedicata alle Venerabili Sorelle Maddalena ed Elisabetta Girelli.

## Infrastrutture e trasporti
Fra il 1914 e il 1948 Poncarale era servita dall'omonima stazione posta lungo la tranvia Brescia-Ostiano.
Oggi il centro abitato è servito dalla linea 10 Poncarale-Concesio di Brescia Trasporti.

## Amministrazione
| Periodo        | Periodo        | Primo cittadino     | Partito                        | Carica  | Note |
| -------------- | -------------- | ------------------- | ------------------------------ | ------- | ---- |
| 7 giugno 1993  | 28 aprile 1997 | Eleandro Maghini    | Democrazia Cristiana           | Sindaco |      |
| 28 aprile 1997 | 29 maggio 2006 | Carlo Zamboni       | lista civica di centrodestra   | Sindaco |      |
| 29 maggio 2006 | 16 maggio 2011 | Antonio Zampedri    | lista civica di centrodestra   | Sindaco |      |
| 16 maggio 2011 | 6 giugno 2016  | Giuseppe Migliorati | lista civica di centrosinistra | Sindaco |      |
| 6 giugno 2016  | in carica      | Antonio Zampedri    | lista civica di centrodestra   | Sindaco |      |